# Цанъу
Цанъу́ (кит. упр. 苍梧, пиньинь Cāngwú) — уезд городского округа Учжоу Гуанси-Чжуанского автономного района (КНР).

## История
Ещё во времена империи Хань в 111 году до н. э. в этих местах был создан Цанъуский округ (苍梧郡). Власти округа размещались в уезде Гуансинь (广信县). Во времена империи Суй уезд Гуансинь был в 583 году переименован в Цанъу (苍梧县)
Во времена империи Тан в 621 году была создана Учжоуская область (梧州), власти которой разместились в уезде Цаньу. После монгольского завоевания и образования империи Юань Учжоуская область была в 1277 году преобразована в Учжоуский регион (梧州路). После свержения власти монголов и образования империи Мин «регионы» были переименованы в «управы» — так в 1368 году появилась Учжоуская управа (梧州府), власти которой также разместились в уезде Цанъу.
Во времена империи Мин уезд Цанъу был с 1470 года местом пребывания Лянгуанского наместника. В 1644 году Лянгуанский наместник переехал в Гуанчжоу, но после маньчжурского завоевания власти Цинской империи в 1665 году вновь перенесли ставку Лянгуанского наместника в Цанъу, и она оставалась здесь до 1746 года.
После Синьхайской революции в Китае была проведена реформа структуры административного деления, в ходе которой управы были упразднены, поэтому в 1912 году Учжоуская управа была расформирована.
В 1927 году урбанизированная часть уезда Цанъу была выделена в отдельный город Учжоу, получивший статус города провинциального подчинения, однако в 1932 году город был упразднён.
После вхождения этих мест в состав КНР в конце 1949 года был образован Специальный район Учжоу (梧州专区) провинции Гуанси, и уезд вошёл в его состав. В 1951 году Специальный район Учжоу был расформирован, и уезд перешёл в состав Специального района Жунсянь (容县专区).
В 1958 году провинция Гуанси была преобразована в Гуанси-Чжуанский автономный район. Был вновь создан Специальный район Учжоу, и уезд опять вошёл в его состав. В 1971 году Специальный район Учжоу был переименован в Округ Учжоу (梧州地区).
Постановлением Госсовета КНР от 8 августа 1983 года уезд Цанъу был выведен из состава округа Учжоу и передан под юрисдикцию властей города Учжоу.
Постановлением Госсовета КНР от 27 февраля 1997 года из округа Учжоу был выделен Округ Хэчжоу (贺州地区), а оставшиеся административные единицы были объединены с городом Учжоу в городской округ Учжоу.
Постановлением Госсовета КНР от 2 января 2003 года был расформирован Учжоуский Пригородный район (梧州市郊区); на бывших его землях и части земель уезда Цанъу был создан район Чанчжоу.
В 2013 году были расформированы районы Дешань (蝶山区) и Ваньсю, на землях бывшего района Дешань и части земель бывшего района Ваньсю (без одного посёлка) был образован новый район, получивший старое название «Ваньсю». Один из посёлков бывшего района Ваньсю перешёл в состав уезда Цанъу, однако при этом другие четыре посёлка уезда Цанъу были выделены в отдельный район городского подчинения Лунсюй.

## Административное деление
Уезд делится на 9 посёлков.